# Fundo de Reparação Predial
O Fundo de Reparação Predial (FPR) (em chinês:樓宇維修基金) é um fundo que visa a concessão de apoio financeiro para a realização de obras de conservação e reparação que contribuam para a segurança e salubridade ambiental dos edifícios privados da Região Administrativa Especial de Macau. O Fundo de Reparação Predial é gerido pelo sue Conselho Administrativo.

## Funcionamento do Fundo
O Fundo de Reparação Predial é gerido por um Conselho Administrativo que é composto por um presidente e dois vogais, sendo um deles o representante da Direcção dos Serviços de Finanças, nomeados por despacho do Chefe do Executivo.
Nas suas ausências ou impedimentos, os membros efectivos são substituídos pelos membros suplentes, a nomear no despacho referido no número anterior.
O President do Instituto de Habitação designa, de entre os seus funcionários ou agentes, o secretário do Conselho Administrativo e o respectivo substituto, o qual assiste às reuniões sem direito a voto.
O Fundo de Reparação Predial funciona junto do Instituto de Habitação e é apoiado técnica e administrativamente pelo Instituto de Habitação.

## Competências do Conselho Administrativo
Compete ao Conselho Administrativo:
- Arrecadar as receitas e autorizar as despesas necessárias à prossecução das atribuições do Fundo de Reparação Predial;
- Aprovar a proposta de orçamento privativo do Fundo de Reparação Predial, bem como as suas alterações, submetendo-as à aprovação do Chefe do Executivo;
- Elaborar a conta de gerência anual, submetendo-a à aprovação do Chefe do Executivo;
- Propor à entidade tutelar as providências julgadas convenientes à adequada administração financeira do Fundo de Reparação Predial que não caibam no âmbito das suas competências próprias;
- Adquirir imóveis e equipamento indispensáveis ao desenvolvimento das iniciativas que se enquadrem no âmbito das suas atribuições;
- Celebrar acordos e protocolos com outras entidades públicas ou privadas da Região Administrativa Especial de Macau;
- Deliberar sobre tudo o que interesse ao Fundo de Reparação Predial e não seja por lei excluído da sua competência.

Além disso, o Conselho Administrativo pode delegar no presidente a competência para autorizar despesas até ao limite de $ 50 000,00 (cinquenta mil patacas), devendo, contudo, os actos praticados no uso dessa delegação de poderes ser ratificados na reunião do Conselho Administrativo que se seguir à sua prática.

## Legislação Orgânica
- Regulamento Administrativo n.º 4/2007[2]
  - Cria o Fundo de Reparação Predial
- Despacho do Chefe do Executivo n.º 103/2007[3]
  - Aprova o Regulamento do Plano de Crédito sem Juros para Reparação de Edifícios
- Despacho do Chefe do Executivo n.º 210/2008[4]
  - Aprova o Regulamento do Plano de Apoio Financeiro para Reparação de Edifícios
- Despacho do Chefe do Executivo n.º 256/2008[5]
  - Aprova o Regulamento do Plano de Apoio Financeiro para a Administração de Edifícios
- Despacho do Chefe do Executivo n.º 57/2009[6]
  - Aprova o Regulamento do Plano Provisório de Apoio Financeiro para Reparação das Instalações Comuns de Edifícios Baixos
- Despacho do Chefe do Executivo n.º 443/2009[7]
  - Aprova o Regulamento do Plano de Apoio a Projectos de Reparação de Edifícios
- Despacho do Chefe do Executivo n.º 45/2013[8]
  - Aprova o Regulamento do Plano de Apoio Financeiro para Demolição Voluntária de Edificações Ilegais.
- Despacho do Chefe do Executivo n.º 109/2017[9]
  - Aprova o Regulamento do Plano Provisório de Apoio Financeiro para Inspecção das Partes Comuns de Edifícios das Classes P e M.

## Ligação Externa
Página electrónica do Fundo de Reparação Predial